# Pete DePaolo

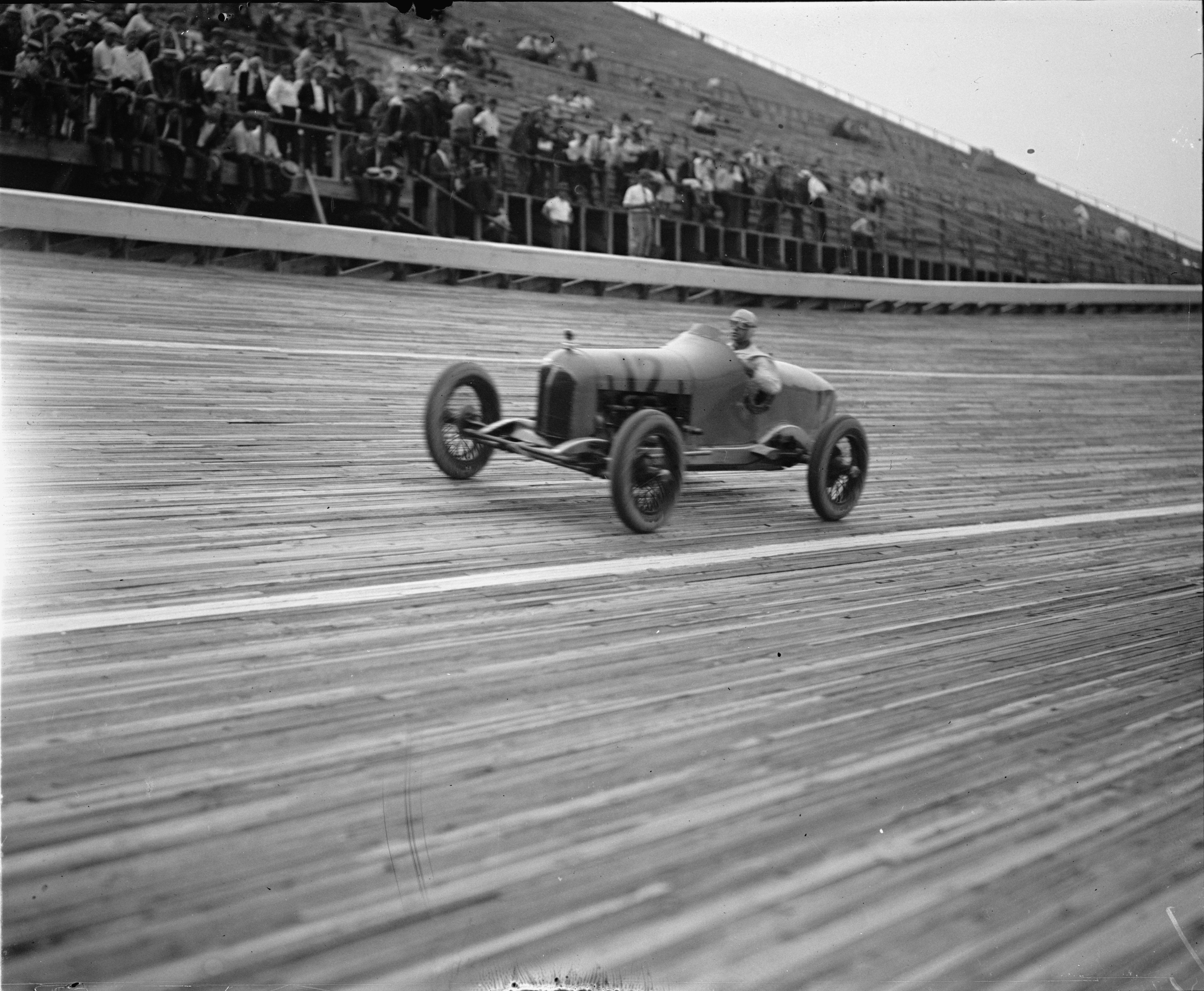
DePaolo 1925-ben

Pete DePaolo (Roseland, New Jersey, 1898. április 15. – 1980. november 26.) amerikai autóversenyző, az 1925-ös Indianapolisi 500 mérföldes autóverseny győztese. Nagybátyja, Ralph DePalma az 1910-es, valamint az 1920-as években ért el jelentős sikereket autóversenyeken.

## Pályafutása
Pete 1922 és 1930 között összesen hét alkalommal indult az Indianapolisi 500 mérföldes autóversenyen.
Az 1922-es versenyen három kört töltött az élen, ám a száztizedik körben balesetet szenvedett és kiesett. 1924-ben a hatodik helyen ért célba.
Az 1925-ös futam megszerezte pályafutása egyetlen Indianapolisi 500-as győzelmét. Már a verseny elején nagy előnyre tett szert, és egészen féltávig a mezőny elején tartózkodott. A százhatodik kört követően huszonegy kör erejéig Norman Batten vette át a helyét az autóban, miután Pete ujjai felhólyagosodtak, és orvosi segítségre szorult. A szükséges ellátások után a 127. körben tért vissza a versenybe az ötödik helyen, majd negyvenhét körrel később már újra az élen állt. Végül Dave Lewis és Phil Shafer előtt az első helyen ért célba. Egy nap híján tíz évvel nagybátyja, Ralph DePalma 1915-ös sikerét követően szerezte meg a győzelmet.
1926-ban az ötödik helyen végzett. 1927-ben saját csapatot alapított. Ezt követően még háromszor vett részt az indianapolisi versenyen, ám egy alkalommal sem ért célba.
1934-ben egy Spanyolországban rendezett versenyen balesetet szenvedett, amit követően tizenegy napot töltött kómában. Felépülése után kizárólag csapattulajdonosként vett részt az autósportban.
Az 1935-ös Indianapolisi 500-on Kelly Petillo győzelmet szerzett DePaolo csapatában.

## Eredményei

### Indy 500
| Év       | Autó     | Rajthely | Eredmény | Körök | Élen | Kiesés oka  |
| -------- | -------- | -------- | -------- | ----- | ---- | ----------- |
| 1922     | 7        | 10       | 20       | 110   | 3    | Baleset     |
| 1924     | 12       | 13       | 6        | 200   | 0    |             |
| 1925     | 12       | 2        | 1        | 200   | 115  |             |
| 1926     | 12       | 27       | 5        | 153   | 0    |             |
| 1927     | 3        | 2        | 26       | 31    | 30   | Kompresszor |
| 1929     | 37       | 5        | 30       | 25    | 0    |             |
| 1930     | 5        | 21       | 33       | 19    | 0    | Baleset     |
| Összesen | Összesen | Összesen | Összesen | 738   | 148  |             |

| Indulás  | 7 |
| Pole p.  | 0 |
| Első sor | 2 |
| Győzelem | 1 |
| Top 5    | 2 |
| Top 10   | 3 |
| Kiesett  | 4 |

## Fordítás
- Ez a szócikk részben vagy egészben  a   Pete DePaolo című angol Wikipédia-szócikk fordításán alapul.  Az eredeti cikk szerkesztőit annak laptörténete sorolja fel. Ez a jelzés csupán a megfogalmazás eredetét és a szerzői jogokat jelzi, nem szolgál a cikkben szereplő információk forrásmegjelöléseként.